# شيخ زرد
شيخ زرد (بالكردية: شێخ زەرد) هي إحدى القرى التابعة لـمرغور في ريف قسم سيلوانه من مقاطعة أرومية، في محافظة أذربیجان الغربیة الإيرانية.

## السكان
حسب إحصاءات سنة 2006، بلغ إجمالي السكان في شيخ زرد 311 نسمة وعدد المساكن 63 مسكن. لغة سكان شيخ زرد هي اللغة الكردية و هم من أهل السنة والجماعة والمذهب الشافعي.